# Jens Stoltenberg
Jens Stoltenbergⓘ (sinh ngày 16 tháng 3 năm 1959) là một chính trị gia Na Uy, lãnh đạo của Công Đảng Na Uy và Thủ tướng Chính phủ Na Uy. Nhậm chức ngày 17 tháng 10, năm 2005, Stoltenberg trước đây từng là Thủ tướng Chính phủ nhiệm kỳ 2000-2001. Ngày 28 tháng 3 năm 2014, ông được bổ nhiệm làm Tổng thư ký NATO và Chủ tịch Hội đồng Bắc Đại Tây Dương thay ông Anders Fogh Rasmussen và sẽ nhận chức vào ngày 1 tháng 10 năm 2014.
Lần đầu tiên được bầu vào Quốc hội năm 1993 bởi các cử tri Oslo, Stoltenberg phục vụ như là Tổng thư ký (gần tương đương thứ trưởng) Bộ Môi trường 1990-1991 và Bộ trưởng Bộ Công nghiệp 1993-1996 trong Nội các Brundtland Thứ ba, tương ứng. Sau sự từ chức của Brundtland năm 1996, Thorbjørn Jagland được bầu làm lãnh đạo của Đảng Lao động và trở thành Thủ tướng Chính phủ, trong khi Stoltenberg được bổ nhiệm làm Bộ trưởng Bộ Tài chính, một văn phòng ông đã tổ chức cho đến khi 17 tháng 10 năm 1997 khi Jagland và toàn bộ chính phủ từ chức. Trong khi trong quốc hội đối lập, Stoltenberg phục vụ trong các ủy ban thường trực về các vấn đề năng lượng. Sau một chuyển động của sự tự tin chống lại nội các Bondevik, Stoltenberg đã được bổ nhiệm làm Thủ tướng Chính phủ ngày 03 Tháng ba 2000, mặc dù là Phó lãnh đạo của đảng, và không phải là nhà lãnh đạo đảng.
Sau kết quả kém trong cuộc bầu cử quốc hội năm 2001, và sự sụp đổ tiếp theo của chính phủ của ông vào ngày 19 tháng 10 cùng năm, Stoltenberg đã thách thức thành công Thorbjørn Jagland cho các lãnh đạo đảng vào năm 2002, và lãnh đạo đảng giành chiến thắng trong cuộc bầu cử năm 2005 bằng cách thành lập một chính phủ liên hiệp với Đảng Trung tâm (Sp) và Đảng Xã hội Left (SV). Ông đã được tái cử trong năm 2009 thêm một nhiệm kỳ thủ tướng Na Uy.

## Đầu đời
Stoltenberg sinh ngày 16 tháng 3 năm 1959 tại Oslo, trong gia đình Stoltenberg người Na Uy, họ bắt nguồn từ Stoltenberg ở Schleswig-Holstein, nơi tổ tiên người Đức từng sinh sống. Cha của Jens, Thorvald Stoltenberg (1931–2018), là một chính trị gia và nhà ngoại giao nổi tiếng của đảng Lao động, từng là đại sứ, bộ trưởng quốc phòng và bộ trưởng ngoại giao. Mẹ của ông, Karin Stoltenberg (nhũ danh Heiberg; 1931–2012), là một nhà di truyền học từng giữ chức ngoại trưởng trong nhiều chính phủ trong những năm 1980. Marianne Heiberg, kết hôn với cựu ngoại trưởng Johan Jørgen Holst, là dì ngoại của ông. Jens sống ở SFR Nam Tư từ năm 1961 đến năm 1964 trong khi cha anh làm việc tại đại sứ quán Na Uy.

## Sự nghiệp chính trị
Từ 1979 đến 1981, Stoltenberg là phóng viên của Arbeiderbladet. Từ 1985 đến 1989, ông là lãnh đạo Đoàn Thanh niên Công nhân. Từ năm 1989 đến năm 1990, ông làm Giám đốc điều hành của Cơ quan Thống kê Na Uy, cơ quan trung ương của Na Uy chuyên sản xuất số liệu thống kê chính thức. Anh ấy cũng làm việc bán thời gian với tư cách là người hướng dẫn được trả lương theo giờ tại Đại học Oslo trong thời gian này. Từ năm 1990 đến 1992, ông là lãnh đạo phân hội Oslo của Đảng Lao động.[cần dẫn nguồn]
Cho đến năm 1990, ông vẫn thường xuyên tiếp xúc với một nhà ngoại giao Liên Xô. Anh ta đã kết thúc mối quan hệ này sau khi được Cơ quan An ninh Cảnh sát Na Uy thông báo rằng người liên hệ của anh ta là một đặc vụ KGB, cảnh báo anh ta không được tiếp tục liên lạc. Mật danh mà KGB đặt cho Stoltenberg là "Steklov".

### Thủ tướng Na uy
Nhiệm kỳ Thủ tướng đầu tiên của Stoltenberg (2000–2001) đã gây tranh cãi trong chính đảng của ông, chịu trách nhiệm cải cách và hiện đại hóa nhà nước phúc lợi bao gồm tư nhân hóa một phần một số dịch vụ và tập đoàn chủ chốt của nhà nước. Trong cuộc bầu cử quốc hội ngày 10 tháng 9 năm 2001, đảng này đã phải chịu một trong những kết quả tồi tệ nhất từ trước đến nay, chỉ giành được 24% số phiếu bầu.

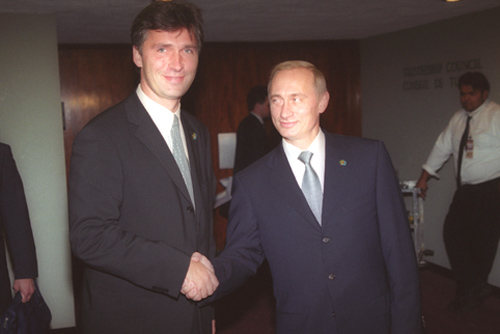
Stoltenberg và Tổng thống Nga Vladimir Putin tại New York

Cuộc bầu cử năm 2001 đã gây bất ổn cho Đảng Lao động. Tờ báo Na Uy Dagbladet tuyên bố: "Chúng tôi đang hướng tới một trận động đất chính trị khi các phiếu bầu được kiểm vào tối nay, nếu chúng tôi tin vào các cuộc thăm dò dư luận." Trong một cuộc phỏng vấn với Associated Press, Jagland nói rằng "Nó không ổn định và không thể đoán trước." Sau cuộc bầu cử năm 2001, Stoltenberg và nội các của ông buộc phải từ chức, với việc Đảng Lao động phải chịu kết quả chiến dịch bầu cử tồi tệ nhất kể từ năm 1924. Với 98% số phiếu bầu, Đảng Lao động chỉ giành được 24%, giảm từ 35%. Jagland, lãnh đạo Đảng Lao động, nhận xét về kết quả rằng, "Chúng tôi sẽ phải đưa ra quyết định về việc có tiếp tục nắm quyền hay không sau khi chúng tôi biết kết quả đầy đủ". Sau cuộc bầu cử, Stoltenberg nói, "Điều rõ ràng là đây là một cuộc bầu cử rất tồi tệ
Nội các thứ hai của Stoltenberg lãnh đạo Na Uy từ ngày 17 tháng 10 năm 2005 đến ngày 16 tháng 10 năm 2013. Cuộc bầu cử quốc hội năm 2005 đã chứng kiến sự cải thiện lớn đối với Công đảng, và đảng này đã giành được đa số trong quốc hội cùng với các đảng "Đỏ-Xanh" khác, Đảng Cánh tả Xã hội chủ nghĩa và Đảng Cộng sản. Đảng Trung Tâm. Điều này đã mở đường cho lần đầu tiên trong lịch sử ở Na Uy, với việc Lao động tham gia vào một chính phủ liên minh, Liên minh Đỏ-Xanh, sau khi thỏa thuận liên minh với Stoltenberg được ký kết. Kể từ khi chính phủ được thành lập, các vấn đề chính trị quan trọng như sự tham gia của quân đội Na Uy trong cuộc chiến ở Afghanistan, hoạt động dầu khí ở Biển Barents, quyền của LGBT, nhập cư và chất lượng giáo dục tiêu chuẩn đã được công chúng tranh luận rất nhiều. Sau cuộc bầu cử lại của Stoltenberg vào năm 2009, ông đã nghiên cứu về phản ứng của Na Uy đối với suy thoái kinh tế toàn cầu đang diễn ra và đấu tranh cho các chính sách bảo vệ môi trường thông qua thuế tư nhân và doanh nghiệp.

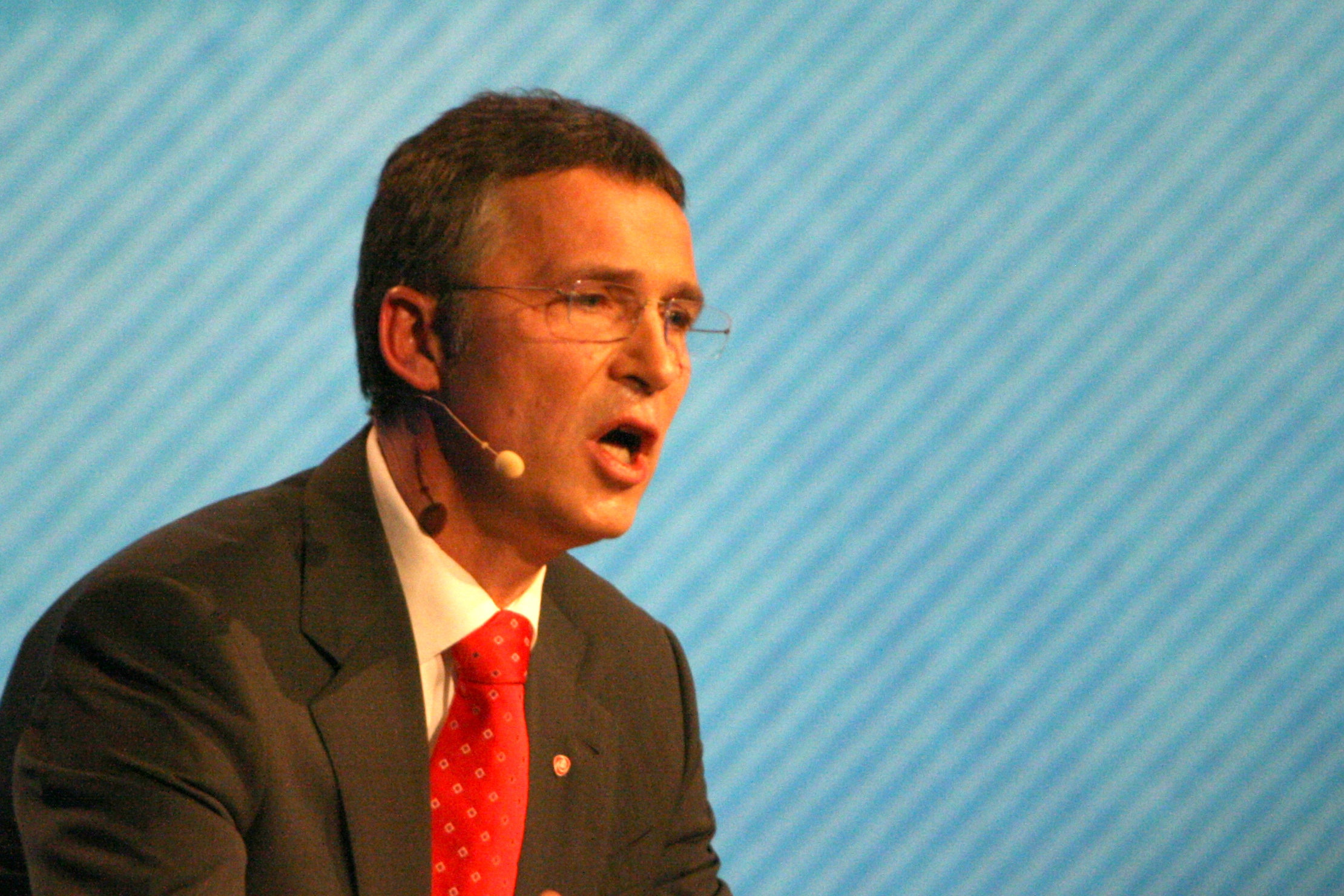
Stoltenberg năm 2009

Stoltenberg là ứng cử viên Thủ tướng của Liên minh Đỏ-Xanh trong cuộc bầu cử năm 2013, tìm cách tái đắc cử nhiệm kỳ thứ ba.
Vào ngày 9 tháng 9 năm 2013, liên minh đã không giành được đa số, với 72 trong số 85 nhiệm vụ được yêu cầu, mặc dù Đảng Lao động vẫn là đảng lớn nhất ở Na Uy với 30,8%. Trong bài phát biểu của mình vào đêm cùng ngày, ông thông báo rằng nội các của ông sẽ từ chức vào tháng 10 năm 2013. Stoltenberg trở lại Quốc hội, nơi ông trở thành lãnh đạo nghị viện của Đảng Lao động và là thành viên của Ủy ban Thường trực về Ngoại giao và Quốc phòng. Vào tháng 12 năm 2013, ông được Liên hợp quốc bổ nhiệm làm Đặc phái viên về Biến đổi khí hậu, cùng với cựu tổng thống Ghana John Kufuor.

## Tổng thư ký NATO
Vào ngày 28 tháng 3 năm 2014, Hội đồng Bắc Đại Tây Dương của NATO đã bổ nhiệm Stoltenberg làm người kế nhiệm được chỉ định bởi Anders Fogh Rasmussen với tư cách là Tổng thư ký thứ 13 của NATO và Chủ tịch hội đồng, có hiệu bắt đầu từ ngày 1 tháng 10 năm 2014. Việc bổ sung đã được các phương tiện truyền thông quảng bá rộng rãi trong một thời gian, và các nhà bình luận chỉ ra rằng các chính sách của liên minh đối với Nga sẽ là vấn đề quan trọng trọng nhất mà Stoltenberg phải đối mặt. Angela Merkel, thủ tướng Đức, đã bổ nhiệm Stoltenberg làm tổng thư ký, đảm bảo sự ủng hộ đầu tiên của Hoa Kỳ, sau đó là Vương quốc Anh, và sau đó là tất cả các thành viên quốc gia khác. Na Uy là thành viên sáng lập của NATO vào năm 1949, và Stoltenberg là người Na Uy đầu tiên giữ chức vụ tổng thư ký, mặc dù cựu Thủ tướng Đảng Bảo thủ Kåre Willoch được coi là ứng cử viên sáng giá vào năm 1988.
Stoltenberg lên án mạnh mẽ âm mưu đảo chính Thổ Nhĩ Kỳ năm 2016 và bày tỏ sự ủng hộ hoàn toàn đối với chính phủ của Recep Tayyip Erdoğan. Anh ấy không lên án các cuộc thanh trừng năm 2016–hiện tại ở Thổ Nhĩ Kỳ. Vào tháng 11 năm 2016, Stoltenberg thừa nhận rằng một số "sĩ quan Thổ Nhĩ Kỳ làm việc trong các cơ quan chỉ huy của NATO... đã xin tị nạn tại các quốc gia nơi họ đang làm việc."
Vào tháng 6 năm 2016, Stoltenberg cho biết cần tăng cường hợp tác với Israel, vì Israel đã là một đối tác liên minh tích cực trong 20 năm. Vào tháng 6 năm 2018, Stoltenberg nói với Der Spiegel rằng NATO sẽ không giúp Israel trong trường hợp Cộng hòa Hồi giáo Iran tấn công.
Nhiệm kỳ tổng thống của Donald Trump là một thách thức lớn đối với NATO trong thời gian Stoltenberg làm tổng thư ký. Donald Trump đe dọa rút khỏi NATO và phá hoại liên minh. Một nghiên cứu năm 2021 lập luận rằng Stoltenberg đóng vai trò quan trọng trong việc ngăn Trump phá hoại NATO. Stoltenberg đã giúp thay đổi lập trường của Trump về chia sẻ gánh nặng, cũng như duy trì chính sách răn đe mạnh mẽ đối với Nga.
Vào tháng 1 năm 2018, để đối phó với cuộc xâm lược của Thổ Nhĩ Kỳ vào miền bắc Syria nhằm hất cẳng người Kurd ở Syria do Mỹ hậu thuẫn ra khỏi vùng đất Afrin, Stoltenberg nói rằng Thổ Nhĩ Kỳ là "Đồng minh NATO đã hứng chịu nhiều thiệt hại nhất từ các cuộc tấn công khủng bố trong nhiều năm và Thổ Nhĩ Kỳ, cũng như tất cả các quốc gia đều có quyền tự vệ, nhưng điều quan trọng là điều này phải được thực hiện một cách cân xứng và có chừng mực."

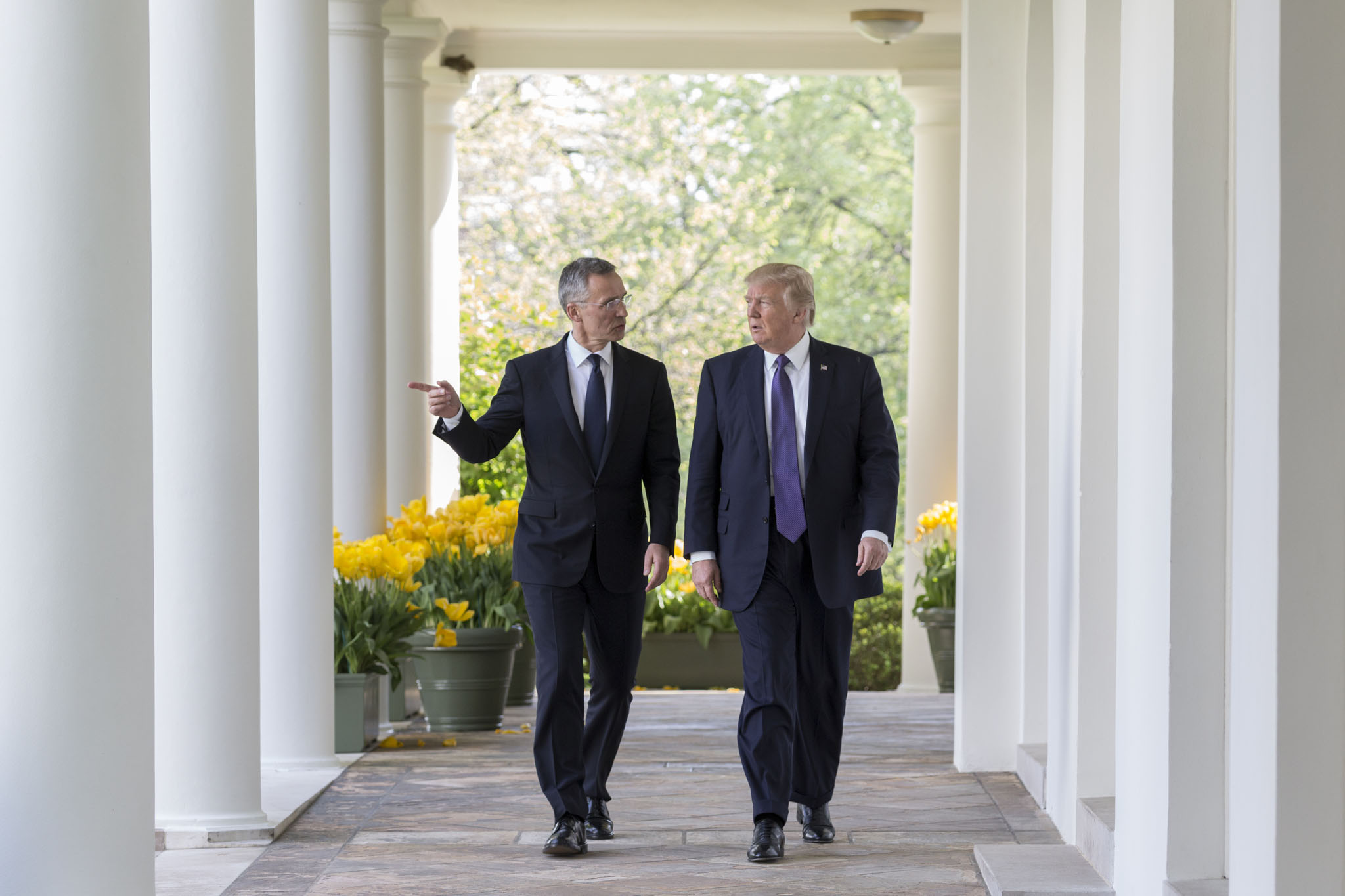
Stoltenberg cùng tổng thống Hoa Kỳ Donald Trump năm 2017

Vào tháng 2 năm 2018, Stoltenberg tuyên bố: "Chúng tôi không thấy bất kỳ mối đe dọa nào [từ Nga] đối với bất kỳ đồng minh NATO nào và do đó, tôi luôn cẩn thận suy đoán quá nhiều về các tình huống giả định." Stoltenberg hoan nghênh hội nghị thượng đỉnh Nga-Mỹ năm 2018 giữa Vladimir Putin và Donald Trump tại Helsinki, Phần Lan. Ông nói NATO không cố cô lập Nga.
Vào tháng 8 năm 2019, Stoltenberg cảnh báo rằng NATO cần "giải quyết sự trỗi dậy của Trung Quốc", bằng cách hợp tác chặt chẽ với Australia, New Zealand, Nhật Bản và Hàn Quốc. Vào tháng 6 năm 2020, Stoltenberg kêu gọi các quốc gia có cùng chí hướng đứng lên chống lại "sự bắt nạt và cưỡng bức" của Trung Quốc.

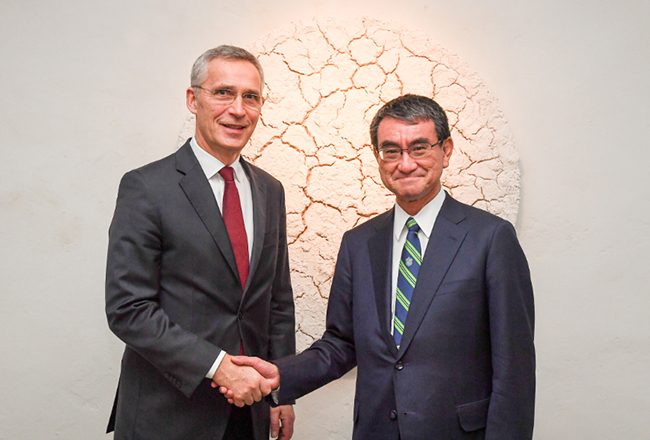
Stoltenberg cùng Bộ trưởng Quốc phòng Nhật Bản Taro Kono năm 2020

Stoltenberg "lên án mạnh mẽ" vụ tấn công Abqaiq–Khurais năm 2019 nhằm vào các cơ sở dầu mỏ quan trọng của Ả Rập Xê Út và cáo buộc Iran "hỗ trợ các nhóm khủng bố khác nhau và chịu trách nhiệm gây bất ổn cho toàn khu vực."
Vào tháng 10 năm 2019, Thổ Nhĩ Kỳ đã xâm chiếm các khu vực của người Kurd ở Syria. Stoltenberg nói rằng Thổ Nhĩ Kỳ có "những lo ngại về an ninh chính đáng" trong cuộc họp báo với FM Thổ Nhĩ Kỳ Mevlüt Çavuşoğlu.
Cuộc không kích Sân bay Quốc tế Baghdad năm 2020 của quân đội Hoa Kỳ, giết chết Tướng cấp cao Iran Qasem Soleimani, đã gây ra phản ứng mạnh mẽ từ khắp nơi trên thế giới. Stoltenberg cho biết, sau cuộc họp vào ngày 6 tháng 1, "tất cả các thành viên của liên minh Đại Tây Dương đều ủng hộ Hoa Kỳ ở Trung Đông" và rằng "Iran phải kiềm chế không có thêm bạo lực và khiêu khích."
Vào ngày 30 tháng 11, Tổng thống Nga Vladimir Putin tuyên bố rằng việc mở rộng sự hiện diện của NATO ở Ukraine, đặc biệt là việc triển khai bất kỳ tên lửa tầm xa nào có khả năng tấn công Moscow hoặc các hệ thống phòng thủ tên lửa tương tự như ở Romania và Ba Lan, sẽ là một vấn đề "lằn ranh đỏ". cho điện Kremli. Putin lập luận rằng các hệ thống phòng thủ tên lửa này có thể được chuyển đổi thành bệ phóng tên lửa hành trình tấn công tầm xa Tomahawk. Ông nói rằng "Trong một cuộc đối thoại với Hoa Kỳ và các đồng minh của họ, chúng tôi sẽ kiên quyết thực hiện các thỏa thuận cụ thể nhằm loại trừ bất kỳ động thái nào của NATO về phía đông và việc triển khai các hệ thống vũ khí đe dọa chúng tôi ở gần lãnh thổ Nga." Stoltenberg trả lời rằng "Chỉ Ukraine và 30 đồng minh NATO quyết định thời điểm Ukraine sẵn sàng gia nhập NATO. Nga không có quyền phủ quyết, Nga không có tiếng nói và Nga không có quyền thiết lập một phạm vi ảnh hưởng để cố gắng kiểm soát các nước láng giềng của họ."
Vào ngày 14 tháng 1, Stoltenberg đã lên án cuộc tấn công mạng năm 2022 ở Ukraine. Ông tuyên bố rằng các chuyên gia Ngày của NATO tại Brussels đã trao đổi thông tin với Ukraine và các chuyên gia từ liên minh sẽ hỗ trợ chính quyền Ukraine trong vấn đề này. Ông nói thêm: "Trong những ngày tới, NATO và Ukraine sẽ ký thỏa thuận tăng cường hợp tác về bảo mật dữ liệu, bao gồm cả quyền truy cập của Ukraine vào nền tảng chia sẻ phần mềm độc hại của NATO".
Vào ngày 23 tháng 3 năm 2022, Stoltenberg cáo buộc Trung Quốc hỗ trợ chính trị cho Nga, "bao gồm cả việc truyền bá những lời dối trá trắng trợn và thông tin sai lệch, đồng thời bày tỏ lo ngại rằng" Trung Quốc có thể hỗ trợ vật chất cho cuộc xâm lược của Nga".

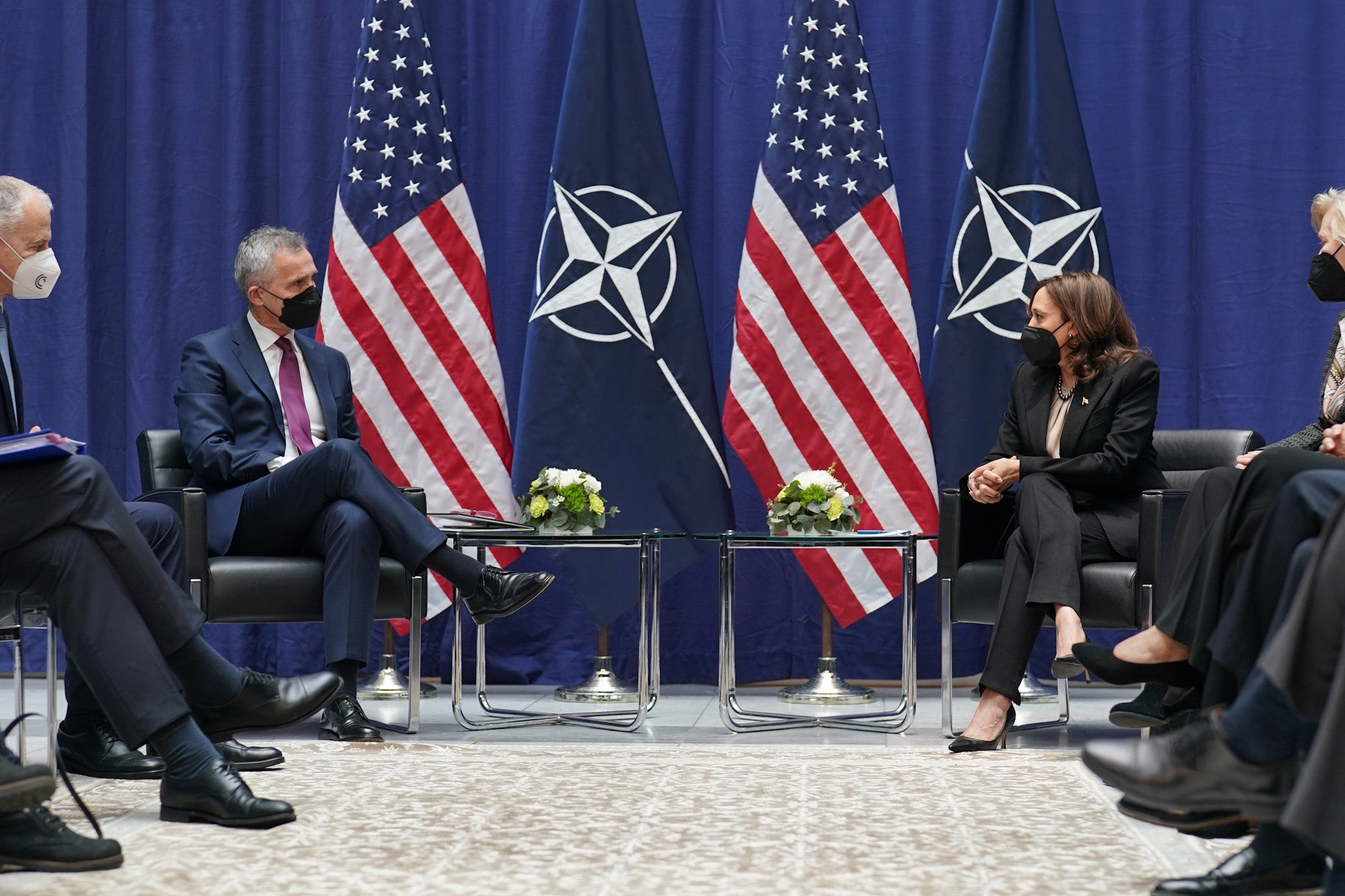
Stoltenberg và Phó tổng thống Hoa Kỳ Kamala Harris

Vào ngày 28 tháng 3, việc thành lập thêm bốn nhóm chiến đấu đa quốc gia ở Bulgaria, Hungary, Romania và Slovakia đã được công bố, mặc dù nhóm chiến đấu Slovakia đã được công bố vào ngày 27 tháng Hai. Điều này nâng tổng số nhóm tác chiến đa quốc gia lên 8 nhóm, và ông Stoltenberg cho biết trước hội nghị thượng đỉnh bất thường của NATO dự kiến diễn ra vào ngày 24 tháng 3 tại Brussels rằng "chúng tôi sẽ có 8 nhóm tác chiến đa quốc gia của NATO dọc theo sườn phía Đông từ Baltic đến Biển Đen". Biển Baltic được bảo vệ bởi Lực lượng Hiện diện Tiền phương Tăng cường của NATO, nơi sẽ bổ sung thêm 4 lực lượng nữa. Một trụ sở lữ đoàn đa quốc gia tồn tại ở Craiova, Romania và đây dường như là điểm phân phối của bốn nhóm chiến đấu bổ sung. Các tuyên bố về hội nghị thượng đỉnh của Biden và NATO có phần gây tranh cãi.
Vào tháng 5 năm 2022, Stoltenberg cho biết Phần Lan và Thụy Điển sẽ được NATO chào đón "với vòng tay rộng mở" nếu họ đăng ký trở thành thành viên của liên minh. Trong khi hầu hết các thành viên NATO hiện tại phản ứng tích cực với các ứng dụng, tổng thống Thổ Nhĩ Kỳ Recep Tayyip Erdoğan đã lên tiếng phản đối, cáo buộc cả Thụy Điển và Phần Lan dung túng cho các nhóm chiến binh người Kurd PPK và YPG, mà Thổ Nhĩ Kỳ coi là các tổ chức khủng bố, và những người theo Fethullah Gülen, người mà Thổ Nhĩ Kỳ cáo buộc dàn dựng một âm mưu đảo chính Thổ Nhĩ Kỳ năm 2016 thất bại. Ông Stoltenberg nói rằng Thổ Nhĩ Kỳ có "mối quan ngại chính đáng" về việc Thụy Điển và Phần Lan gia nhập liên minh.
Vào ngày 12 tháng 2, một phát ngôn viên của NATO cho biết Stoltenberg không có ý định tìm cách gia hạn nhiệm kỳ tổng thư ký NATO lần thứ tư, sau khi tờ báo Đức Welt am Sonntag đưa tin các quốc gia thành viên muốn ông ở lại trong khi Chiến tranh Nga-Ukraine tiếp tục.
Vào ngày 13 tháng 2, Stoltenberg nói rằng Tổng thống Nga Vladimir Putin đang "gửi thêm hàng nghìn hàng nghìn quân, chấp nhận tỷ lệ thương vong rất cao, chịu tổn thất lớn, nhưng gây áp lực lên người Ukraine. Những gì Nga thiếu về chất lượng, họ cố gắng bù đắp về số lượng." Ông cho rằng Tổng thống Putin và những người ra quyết định ở Moscow là những người duy nhất chịu trách nhiệm về Chiến tranh Nga-Ukraine và các nước thành viên NATO cần tiếp tục viện trợ quân sự cho Ukraine.

## Cuộc sống cá nhân
Stoltenberg đã kết hôn với nhà ngoại giao Ingrid Schulerud và họ có hai con: con trai Axel Stoltenberg (sinh năm 1989) đang học tiếng Trung tại Đại học Giao thông Thượng Hải và con gái Anne Catharina Stoltenberg (sinh năm 1992), thành viên của Smerz, một loại nhạc pop thử nghiệm. và bộ đôi nhạc điện tử đã ký hợp đồng với XL Recordings.
Anh ấy có một người chị gái còn sống, Camilla, một nhà nghiên cứu và quản lý y tế hơn anh ấy một tuổi; và một người chị quá cố, Nini, trẻ hơn 4 tuổi, qua đời vào năm 2014. Nini là một người nghiện heroin đang hồi phục và các phương tiện truyền thông Na Uy đã đưa tin về những nỗ lực của gia đình để đối phó với thử thách này.